# The Bosses
 (avril 2022).
The Bosses, enregistré en 1973, est un album du chanteur américain de jump blues Big Joe Turner et du pianiste de jazz Count Basie.
Sur ce disque, le chanteur de blues vétéran de Kansas City Big Joe Turner est soutenu par Count Basie et un groupe de musiciens incluant le trompettiste Harry Edison, le tromboniste  J.J. Johnson et les saxophonistes Eddie Davis et Zoot Sims.

## Historique

### Enregistrement et production
L'album est enregistré le 11 décembre 1973 dans les MGM Recording Studios à Los Angeles aux États-Unis par l'ingénieur du son Rafael Valentin,,.
L'enregistrement et le mixage sont supervisés par Eric Miller,.
L'album est produit par Norman Granz,,, le fondateur des labels de jazz Clef, Norgran, Verve et Pablo.

### Publication
The Bosses sort en disque vinyle LP en 1974 sous la référence 2310 709 sur le label Pablo Records.
La notice originale du LP (original liner notes) est de la main de Benny Green, le graphisme de l'album est l'œuvre de Phil Carroll et de Gilles Margerin et la photographie est de Phil Stern,.

### Rééditions
L'album est réédité par Pablo Records en LP en 1979 au Canada, en 1982 en Australie et en 1983 en Scandinavie, puis en CD en 1994 par le même label ainsi que par Original Jazz Classics, un label américain spécialisé dans les rééditions.

## Accueil critique
Dans la notice du LP originel, Benny Green souligne que « Joe Turner est l'un des rares à chanter le blues comme s'il était né pour ça, ce qui est le cas, car il est né à Kansas City, et les gens qui sont nés à Kansas City ont souvent la meilleure façon de faire du bon jazz ». Green met également en évidence la convergence de la grâce de Zoot Sims et de la force de Lockjaw ainsi que la grande qualité de la section rythmique : « Quant à Ray Brown, Irving Ashby et Louie Bellson, ils méritent le plus grand des compliments pour une section rythmique, à savoir qu'ils jouent ensemble comme s'ils n'avaient jamais fait autre chose ».
Le site AllMusic attribue 4 étoiles à l'album The Bosses. Le critique musical Scott Yanow d'AllMusic souligne que ce disque est l'un des meilleurs derniers albums de Big Joe Turner : « Les nombreux solos inspirent Turner, qui est en pleine forme sur des morceaux tels que Night Time Is the Right Time, Wee Baby Blues et Roll 'Em Pete ».

## Liste des morceaux
| 1.    | The Honeydripper             | Joe Liggins                                            | 6:42 |
| 2.    | Honey Hush                   | Lou Willie Turner                                      | 2:37 |
| 3.    | Cherry Red                   | Pete Johnson / Big Joe Turner                          | 4:42 |
| 4.    | Night Time is the right time | Leroy Carr                                             | 3:54 |
| 5.    | Blues Around the Clock       | Willie Bryant                                          | 4:58 |
| 6.    | Since I fell for You         | Buddy Johnson                                          | 3:55 |
| 7.    | Flip, Flop And Fly           | Charles E. Calhoun / Chuck Calhoun / Lou Willie Turner | 3:28 |
| 8.    | Wee Baby Blues               | Pete Johnson / Big Joe Turner                          | 5:37 |
| 9.    | Good Mornin' Blues           | Count Basie / Eddie Durham / Jimmy Rushing             | 3:50 |
| 10.   | Roll Em' Pete                | Pete Johnson / Big Joe Turner                          | 4:16 |
| 43:59 |                              |                                                        |      |

## Musiciens
- Big Joe Turner : chant
- Count Basie : piano et orgue
- Eddie « Lockjaw » Davis : saxophone ténor
- Zoot Sims : saxophone ténor
- Harry « Sweets » Edison : trompette
- J.J. Johnson : trombone
- Ray Brown  : contrebasse
- Irving Ashby : guitare
- Louie Bellson : batterie